# Serjania matogrossensis
Serjania matogrossensis är en kinesträdsväxtart som beskrevs av M.S. Ferrucci & P. Acevedo-rodriguez. Serjania matogrossensis ingår i släktet Serjania och familjen kinesträdsväxter. Inga underarter finns listade i Catalogue of Life.